# Furman v. Georgia
Furman v. Georgia – nazwa decyzji Sądu Najwyższego Stanów Zjednoczonych, która została podjęta 29 czerwca 1972 roku. Sam proces decyzyjny rozpoczął się 31 marca tegoż roku. Przewodniczącym sądu był wówczas Warren Earl Burger.
Od 1967 roku obowiązywało co prawda nieformalne moratorium na wykonywanie kary śmierci w USA, ale nie na jej orzekanie i w celach śmierci wciąż znajdowali się skazańcy, znajdujący się niejako „w stanie zawieszenia”. W sprawie tej amerykański Sąd Najwyższy uznał, iż w większości stanów, nadzwyczaj arbitralny sposób jej orzekania, powoduje naruszenie 8. i 14. poprawki do Konstytucji. Jedynym stanem, w którym przepisy dotyczące kary śmierci pozostały niezmienione było Rhode Island, utrzymano także w mocy kilka statutów w innych stanach.
Nie rozstrzygnięto zagadnienia, czy kara śmierci jako taka jest sprzeczna z Konstytucją. Pomimo to, aż do 1976 roku, gdy w sprawie Gregg v. Georgia ten sam Sąd jasno potwierdził zgodność z Konstytucją kary śmierci, wyroki nie były wykonywane. Pomimo że często pojawiają się takie twierdzenia, Sąd Najwyższy nigdy nie uznał, że kara śmierci jest per se sprzeczna z Konstytucją.
| Głosy oddane za - William J. Brennan - Thurgood Marshall - Potter Stewart - William O. Douglas - Byron White | Zdania odrębne - Warren Earl Burger - Lewis F. Powell - William H. Rehnquist - Harry Blackmun |